# صموئيل دا سيلفا
صموئيل دا سيلفا هو مترجم وكاتب هولندي، ولد في 1570 في بورتو في البرتغال، وتوفي في 3 يناير 1631 في هامبورغ في ألمانيا.